# Bandeira do Sul
Bandeira do Sul este un oraș în unitatea federativă Minas Gerais (MG), Brazilia.